# Pad Aviation
Pad Aviation Service GmbH (Eigenschreibweise PAD Aviation, auch PADAVIATION) ist eine deutsche Charterfluggesellschaft mit Sitz in Büren (Kreis Paderborn) und Basis auf dem Flughafen Paderborn-Lippstadt. Seit dem 1. Januar 2025 gehört das Luftfahrtunternehmen Sylt Air (ex Friesenflug) zu PAD.

## Geschichte
Die im Jahr 2006 in Herford gegründete Gesellschaft trat zunächst als Vermittler (Broker) im europaweiten Chartersegment von Geschäftsflügen auf.
Während man zunächst Flugzeuge bei anderen Charterfluggesellschaften buchen musste, wurde 2008 die erste Cessna Citation CJ2+ angeschafft. Das Flugzeug operierte nachfolgend unter dem Air Operator Certificate der Triple Alpha Luftfahrtgesellschaft, da Pad Aviation im ersten Jahrzehnt ohne eigenes Luftverkehrsbetreiberzeugnis operierte. Im Jahr 2013 konnte Pad Aviation die Flotte durch einen weiteren Investor um ein Flugzeug des Musters Citation Jet CJ3 des gleichen Herstellers Cessna, jedoch mit einer größeren Reichweite, erweitern. Die Flugzeuge flogen bis 2020 unter dem Luftverkehrsbetreiberzeugnis von Star Wings Dortmund und Luxaviation Germany.

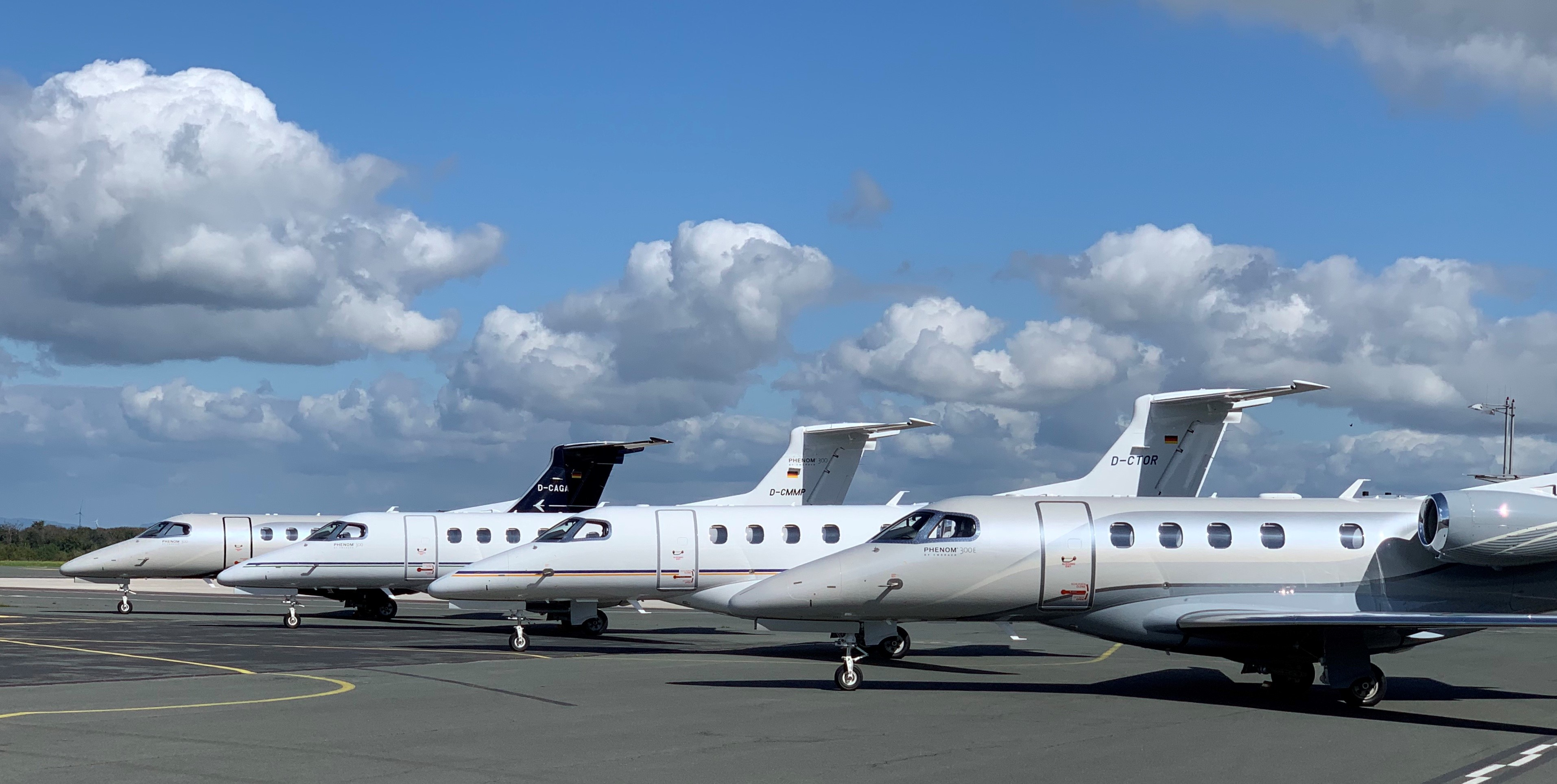
Ein Teil der Pad-Aviation-Flotte des Musters Embraer Phenom 300

In den Jahren 2016 bis 2018 erweiterte Pad Aviation ihre Flotte um mehrere Luftfahrzeuge des Typs Embraer Phenom 300.
Im Jahr 2020 erhielt die Gesellschaft von Luftfahrt-Bundesamt das Luftverkehrsbetreiberzeugnis und wurde dadurch als Luftfahrtgesellschaft zertifiziert. Sie ist Mitglied der German Business Aviation Association (GBAA).
Zum 1. Januar 2025 wurde die Sylt Air GmbH gekauft.
Pad Aviation führt europa- und weltweit Charterflüge durch.

## Flotte

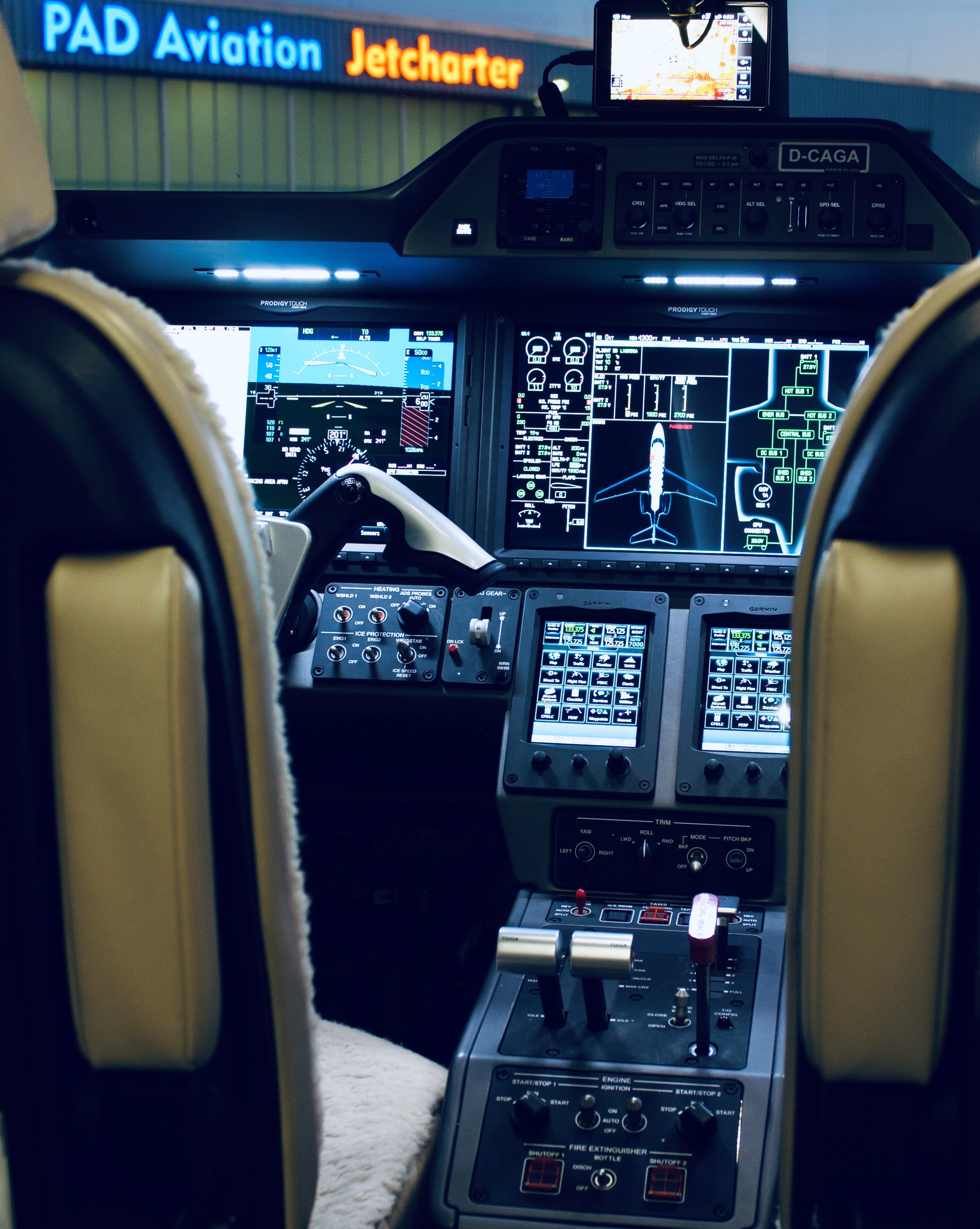
Das Cockpit der Embraer Phenom 300 mit Garmin-G3000-Avionik

Mit Stand Dezember 2020 besteht die Flotte aus sechs Flugzeugen des Musters Embraer Phenom 300 mit einem Durchschnittsalter von 3,5 Jahren. Pad Aviation ist damit nach eigenen Angaben „nach NetJets Europas zweitgrößter Operator der Embraer Phenom 300“. Alle Flugzeuge sind einheitlich mit der Garmin-G3000-Avionik ausgestattet.
| Flugzeugtyp        | Anzahl | Anmerkungen | Sitzplätze |
| ------------------ | ------ | ----------- | ---------- |
| Embraer Phenom 300 | 6      | -           | 8/9        |